# Wolfram Abt
Wolfram „Woofy“ Abt (* 1. August 1969 in Graz; † 1. Februar 2008) war ein österreichischer Musiker, der vor allem als Jazzbassist bekannt war.

## Leben und Karriere
Wolfram Abt wurde am 1. August 1969 in der steirischen Landeshauptstadt Graz geboren und erhielt als Mitglied einer musikalischen Familie ab seinem siebenten Lebensjahr Unterricht in Violine und Harmonielehre am Johann-Joseph-Fux-Konservatorium Graz. Später wurde er auch am Klavier unterrichtet, widmete sich aber ab dem zwölften Lebensjahr vermehrt dem E-Bass und der Jazz- und Popmusik. Als 16-Jähriger wechselte er am Konservatorium von der Violine zum Kontrabass, wobei sein musikalisches Wissen durch Privatunterricht und Kontakte zur Jazzabteilung der damaligen Grazer Musikhochschule erweitert wurde. Sein Studium für Instrumental(Gesangs)pädagogik (IGP) für Jazz- und Popmusik am Bruckner Konservatorium in Linz ab 1993 absolvierte er 1995 mit Auszeichnung. Ein anschließendes Magisterstudium begann er an der Musikuniversität Wien, brach es jedoch nach drei Jahren aus familiären Gründen ab.
Im Laufe seines Lebens spielte er für verschiedene Bands und war auf verschiedenen Alben und weiteren CD-Produktion vertreten. Der Band Opus gehörte er bereits ab dem Jahre 1990 bis zu seinem frühen Ableben im Jahre 2008 an. Über einen längeren Zeitraum war er auch E-Bassist bei S.T.S., denen er von 1996 bis 2008 angehörte. Weitere größere Zusammenarbeiten hatte er mit Papermoon, Gerd Schuller, Armenian Spirit, der Begleitband von Rainhard Fendrich und diversen anderen Bands und Musikern. Auch kam es zu gemeinsamen Konzerten mit Mark Murphy und Karl Ratzer. Weiters arbeitete er auch in eigenen Projekten wie Absolutely Red, Die Geilen Schweine oder Quinteto Caribe, bei denen er sich für Kompositionen und Arrangements verantwortlich zeigte.
Darüber hinaus trat er auch als Lehrer an der Universität für Musik und darstellende Kunst Graz sowie am Johann-Joseph-Fux-Konservatorium Graz in Erscheinung und war unter anderem von 1992 bis 2001 Lehrer für den E-Bass an der Musikschule von Bärnbach. Außerdem war er auch an der Privatschule „Studio Percussion“ tätig und lehrte ab März 2004 E-Bass am Jazz-Institut der Grazer Kunstuniversität. An ebendieser Institution leitete er auch das Ensemble für Popularmusik. Im Februar 2008 beging Abt im Alter von 38 Jahren Suizid und wurde am 8. Februar 2008 am Evangelischen Friedhof St. Peter im 8. Grazer Stadtbezirk St. Peter beerdigt.